# Pyrrhia erubescens
Pyrrhia erubescens är en fjärilsart som beskrevs av Ludwig Carl Friedrich Graeser 1892. Pyrrhia erubescens ingår i släktet Pyrrhia och familjen nattflyn. Inga underarter finns listade.